# 指月禁忌

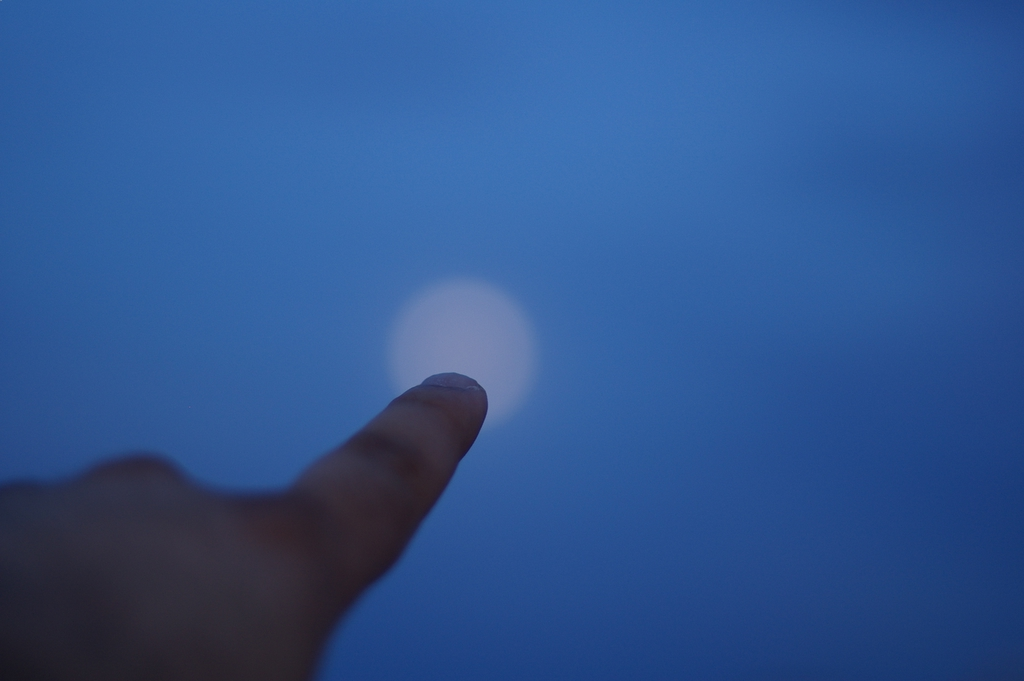
手指月亮

指月禁忌，是一种流传于中国大陆部分地区、台湾、香港和海外华人文化圈的民间禁忌与都市传说。该禁忌的常见说法为「指月亮会被割耳朵」，即不可以用手指指向月亮，否则第二天醒来时耳朵会出现割伤痕迹。
现代观点认为此忌讳来自古代社会对自然天象的敬畏和信仰，民间为了教育孩子尊敬月亮而形成恐吓传说，而耳朵出现红肿或裂痕可能是由异位性皮肤炎所引起，但因与指月行为的时间接近而被联想存在因果关系。

## 起源
中国古代文化长期存在对天体与天象的敬畏禁忌，忌讳以手指指之，否则认为是对神明不敬。先秦《诗经·鄘风·蝃蝀》中就有「蝃蝀在东，莫之敢指」，意指彩虹出现在东方时，没有人敢用手指它。类似观念在宋代道教经典《太上感应篇》中也提过，对着流星吐口水、用手指着彩虹、动不动就用手指着三光（太阳、月亮和星星）、长时间盯着太阳或月亮看，这些行为都被视为是对神明的不敬，将受到神明惩罚。
唾流星，指虹霓，辄指三光，久视日月……如是等罪，司命随其轻重，夺其纪算。算尽则死，死有余责，乃殃及子孙。
民间流传广泛的「指月割耳」说法雏形，可追溯至隋朝《诸病源候论》，其中提及民间传说小孩看到月亮时，如果用手去指它，耳下就会生「月食疮」。
月食疮，生于两耳及鼻面间，并下部诸孔窍侧，侵食乃至筋骨。月初则疮盛，月末则疮衰，以其随月生死，因名之为月食疮也。又，小儿耳下生疮，亦名月食。世云：小儿见月，以手指指之，则令病此疮也。其生诸孔窍，有虫，久不瘥，则变成瘘也。
宋代道教类书《云笈七签》也提过，不要让小孩子用手指月亮，否则两只耳朵后面会长出疮口，严重时像要断掉一样，这种病叫做「月食疮」。
凡小兒不用令指月，兩耳後生瘡欲斷，名月食瘡，掏蝦䗫末傅即差。
上述记载被认为是「指月亮会被割耳朵」传说形成的由来和起源。

## 流传
1921年片冈岩《台湾风俗志》叙述了月亮会割耳的民间说法，传说月亮有一把利刀，小孩子骂它、说坏话时，就会被刺伤耳朵。1929年《民俗》期刊也记载福建莆田有「月娘割耳」 之说：「俗謂小兒用手指指月，耳朵必被月娘割傷。此與漳州廈門風俗同」。
1969年吳瀛濤《台湾民俗》亦记载禁止以手指月，否则会被月亮割断耳朵，若不慎误指月亮，则应立即用手拜月亮求赦。闽南民间也有类似说法，犯忌后需诚心向月亮拜拜道歉，或者唱儿歌「月娘刀钝，简仔刀利，拜汝三拜，指汝无事」，便能免于割耳。福州则是犯了禁忌後要唱「月是大，奴是細，奴拜月奶二百另八拜；刀仔掏還月，耳仔掏還奴，割豬割犬莫割奴」。
至今，「指月亮会被割耳朵」的传说禁忌仍然在中国大陆部分地区（尤其是福建）、台湾、香港、东南亚华人等地流传，成为民间文化记忆的一部分。1980年台灣本土音樂家簡上仁曾創作一首臺語童謠〈月娘別生氣〉，以誤指月亮的小孩為視角向月娘「求饒」。
除此之外，苗族也有类似的「指月割耳」传说，认为如果用手指指向弦月，耳垂将被割，但在耳垂上涂抹鸡粪或猪粪就可避免。

## 现代观点
有观点认为指月亮会被割耳朵的说法实际上是与异位性皮肤炎有关。过去卫生条件差，儿童耳部皮肤娇嫩，屬於皮膚炎好發部位的耳朵本就容易抓破皮，易因湿疹、搔抓或其他皮肤病在夜间形成破损，刚好与指月行为发生在同一时期，时间上的巧合被民间视为因果关系。
此外，指月禁忌也与华人社会信仰有关，民间以此类禁忌教育儿童敬畏月神，进而形成恐吓性质的传说。再加上弦月形状类似镰刀，视觉上的联想也可能促成了割耳说法。